# Rutenderi
Rutenderi är ett vattendrag i Burundi.   Det ligger i provinsen Kayanza, i den nordvästra delen av landet, 40 kilometer nordost om huvudstaden Bujumbura.
Omgivningarna runt Rutenderi är en mosaik av jordbruksmark och naturlig växtlighet. Runt Rutenderi är det tätbefolkat, med 297 invånare per kvadratkilometer.